# Station Meung-sur-Loire
Station Meung-sur-Loire is een spoorwegstation in de Franse gemeente Meung-sur-Loire.